# La Passion selon Bart
La Passion selon Bart (France) ou Le Bart a ses raisons (Québec) (The Bart Wants What It Wants) est le 11e épisode de la saison 13 de la série télévisée d'animation Les Simpson.

## Synopsis

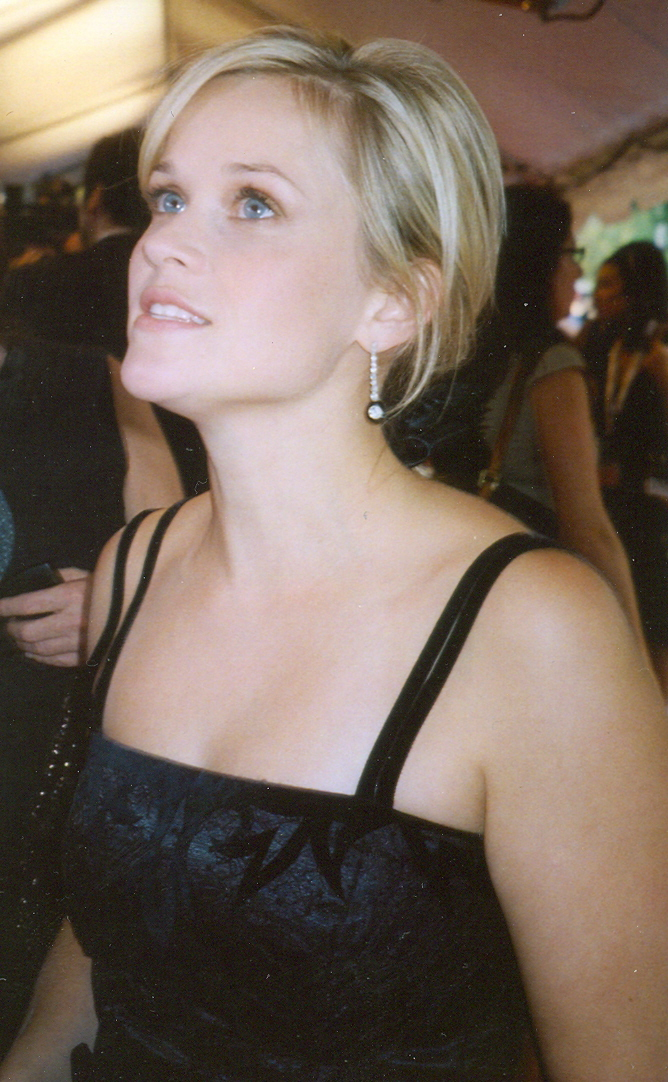
Reese Witherspoon au Festival international du film de Toronto 2005

Après avoir essayé de voler la flamme olympique, Homer et la famille Simpson vont à une kermesse organisée par une école privée. Bart vient au secours d'une jeune fille embêtée par des camarades.
Pour le remercier, la fille nommée Greta l'invite chez elle. Bart découvre d'ailleurs que son père n'est autre que Rainier Wolfcastle, l'acteur de la série Mc Bain. Bart et Greta passent du temps ensemble. Cette dernière est amoureuse du garçon, contrairement à ce dernier...
Bart finit par briser le cœur de Greta en la quittant. Pour se venger de ce dernier, Greta décide de sortir avec Milhouse.

## Invités
- Reese Witherspoon prête sa voix à Greta Wolfcastle.